# Neoscona mukerjei
Neoscona mukerjei är en spindelart som beskrevs av Benoy Krishna Tikader 1980. Neoscona mukerjei ingår i släktet Neoscona och familjen hjulspindlar. Inga underarter finns listade i Catalogue of Life.